# Гвидомандри Марина (Месина)
Гвидомандри Марина је насеље у Италији у округу Месина, региону Сицилија.
Према процени из 2011. у насељу је живело 1735 становника. Насеље се налази на надморској висини од 15 м.